# Grande Gasoduto do Sul
O Grande Gasoduto do Sul (também conhecido como Gás Canalizado Venezuela - Argentina), é um projeto para construir um gasoduto de alta capacidade para gás natural que teria entre 8.000 e 15.000 km de comprimento e ligaria Venezuela, Brasil e Argentina. O custo total da infra-estrutura foi estimado entre 17 e 23 bilhões de dólares.

## História

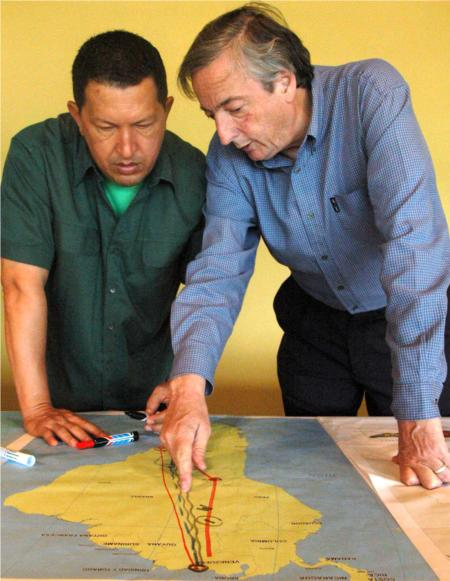
Kircher e Chávez discutindo sobre o provável percurso do gasoduto

Em 9 de dezembro de 2005, durante a XXIX Cúpula do Mercosul realizada em Montevidéu, os ministros do setor energético da Argentina, Brasil e Venezuela concordaram em um Memorando de Entendimento sobre Interconexão Gasífera. Logo depois, em 19 de janeiro de 2006,  os Presidentes dos três países, Néstor Kirchner, Luiz Inácio Lula da Silva e Hugo Chávez se reuniram em Brasília, e aprovaram o mega projeto energético, - eles decidiram o batizar como "Grande Gasoduto do Sul", - em castelhano: Gran Gasoducto del Sur - a ser desenvolvido no âmbito da Petrosul.
Em julho de 2007, o presidente venezuelano, Chávez reconheceu que o interesse na sua construção havia sido "congelado". Em Junho do mesmo ano, José Sérgio Gabrielli, presidente da Petrobras, afirmou que levaria entre 25 e 30 anos para que o gasoduto entrasse em operação.

## Traçado
Nunca foi definido o traçado exato do gasoduto. Revelou-se que apenas os primeiros 2.950 quilômetros de percurso estariam saindo de Puerto Ordaz (Venezuela) e atravessariam os estados de Roraima e Amazonas até Marabá, no leste do Pará. Em Manaus, o gasoduto deve ser ligado as condutas ´Urucu-Manaus e Urucu-Porto Velho. Ao mesmo tempo, estava planejando uma sucursal 1.380 quilômetros de Marabá a Fortaleza. Em Fortaleza, o gasoduto seria conectado à rede que se estende até Salvador no estado da Bahia e ao gasoduto GASENE.
A segunda parte do gasoduto de 1.977 quilômetros de longitude, unirá Marabá com o estado de São Paulo. De lá, deve percorrer em torno de 1.875 quilômetros até fronteira entre o estado do Rio Grande do Sul e o Uruguai, que terminaria seu percurso na região de Buenos Aires na Argentina.

## Especificações técnicas
Está previsto para a área entre Puerto Ordaz e Marabá que o gasoduto tenha um diâmetro de 1.700 milímetros e 13 estações de compressão de 25.000 HP cada. Entre Marabá e Fortaleza o diâmetro da condução reduziria gradualmente a partir de 910 milímetros para 810 milímetros, com a previsão de instalar cinco estações de compressão de 15.000 HP. O volume final de gás natural, que deve chegar a Fortaleza foi estimado em 12,75 bilhões de metros cúbicos anualmente. O setor do gasoduto entre Marabá e São Paulo teria, conforme o planejamento, um diâmetro de 1.370 milímetros e incluem 8 estações de compressão de 20.000 HP. A quantidade total de gás para São Paulo deve chegar a 15 bilhões de metros cúbicos anualmente. A última seção, entre o Brasil e a Argentina, deve ter a capaciade toatal de 18 bilhões de metros cúbicos por ano e tem oito estações de 15.000 HP.

## Financiamento
O projeto será financiado pela Petróleos de Venezuela S.A., a Corporação Andina de Fomento e Caixa Econômica Federal, com a possível participação de outras instituições públicas e investidores privados.